# ニュース845沖縄
『ニュース845沖縄』（ニュースはちよんごおきなわ）は、NHK沖縄放送局で放送されている『NHKニュース』の沖縄ローカルニュース番組。沖縄県内の1日のニュースやその他の話題などを伝える15分番組である。

## 放送時間
- 月曜 - 金曜 20:45 - 21:00 （JST）
  - 祝日・年末年始は休止し、20:55 - 21:00に拠点の福岡放送局から『ニュース・気象情報（九州・沖縄）』を5分間放送する（12月31日を除く）。
  - 2013年4月から2018年3月までは『ニュース845』を放送していた。

## 主な放送内容
- 沖縄県のニュース
- リポート
- 気象情報 - ひまわり天気図・警報・注意報・海上警報・あすの予報・あすの風の予想・あすの気温予想・あすの波の予想・県内6か所（那覇市・名護市・南大東村・宮古島市・石垣市・与那国町）の3時間ごとの天気予報・週間天気予報

## キャスター
- 原則としてNHK沖縄放送局のアナウンサーが交替で担当。

## その他
- オープニングは2022年3月まではCGが福岡放送局のものを、テーマ曲は甲府放送局や2010年6月までかつての福岡放送局など流していたが、2022年4月からはオープニングが沖縄放送局独自のCGとテーマ曲に変更された。